# Krysodlak
Krysodlak je fiktivní živočich, jenž je výsledkem proměny v krysu, případně v křížence člověka a krysy nebo v humanoidní krysu. Jedná se tedy o bytost spadající pod obecný název teriantrop. Pojem krysodlak je novotvarem, jenž byl inspirován výrazem vlkodlak pro potřeby tvorby fantasy nebo hororových příběhů. Na krysodlaky čtenáři či diváci těchto žánrů naráželi od konce 60. a začátku 70. let 20. století. V jednotlivých příbězích krysodlaci obvykle obývají stoky a živí se mršinami či odpadky, příležitostně jako zloději.

## Etymologie
Název krysodlak je odvozen od slova vlkodlak a představuje analogii vlkodlaka, jenž je člověk měnící se ve vlka. V případě krysodlaka jde o přeměnu v krysu.
Krysodlak je v anglicky mluvících zemích, kde pojem vznikl, psán jako „wererat“. První část were- znamená označení pro zvíře typu teriantrop nebo člověka schopného se v takové zvíře proměnit. Původně byl výraz were germánským archaismem, jenž znamenal „člověk“. Pro vlkodlaka se ve středověku vžil pojem „were wolf“ (psáno zvlášť), znamenající „člověk vlk“. Nyní se píše „werewolf“ dohromady. Pro etymologii českého pojmu vlkodlak, viz zde. Pro účely fantasy tvorby byl tedy vybrán pojem „wererat“, v němž je výraz pro vlka nahrazen výrazem pro krysu. Do češtiny se pak tato bytost překládá jako krysodlak.

## Mytologie

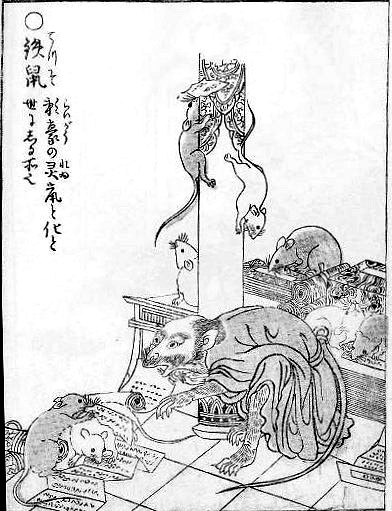
Tesso, vyobrazený v ilustrované knize Gazu Hjakki Jagjó (1776) o bytostech umělcem Torijamou Sekienem.

V Japonské mytologii se krysodlak vyskytuje pod názvem Tesso (jap. 鉄鼠) nebo nezumi (鼠 – česky doslova myš). Jedná se o jókai, tedy o nadpřirozenou bytost, jež žila během období Heian (8. až 12. století) a vznikla přeměnou lidského mnicha jménem Raigó v krysu nebo myš. V mýtech vystupuje i pod jménem Raigó-nezumi (頼豪鼠).

## Výskyt ve fikci
V následujícím seznamu je neúplný výčet výskytu krysodlaka v umělecké tvorbě i v počítačových hrách.

### Knižní a televizní tvorba
- Fritz Leiber – Meče Lankhmaru (1968): Román. Pravděpodobně se jedná o první výskyt krysodlaků v moderní fantasy tvorbě. Není zde popsán princip přeměny lidí v krysodlaky, ale mají lidský intelekt a různou velikost od běžných krys po lidskou dle potřeby. Dále jsou zde poloviční lidé a krysy a podzemní krysí město.
- Kevin Eastman, Peter Laird – Želvy Ninja (1984): Komiks, později adaptován jako televizní seriál. Mistr Tříska (angl. Master Splinter) byl učitelem a adoptivní otec želv v podobě obří krysy. V některých verzích příběhu byl ve skutečnosti japonský válečník a mistr ninjutsu Hamato Joši, který byl po zradě svého žáka vyhnán do USA. V původní tvorbě byl jen Jošiho mazlíčkem. V obou případech ale zmutoval v krysodlaka, tedy podobně jako želvy. 33. epizoda 4. série nese název Krysodlaci z kanálu 6.[3]
- Laurell K. Hamilton – Anita Blakeová, lovec upírů (1993): Románový seriál. Krysodlaci zde tvoří vlastní klan, kterému vládne král Rafael. Krysodlaci využívají zbraně mnohem více než jiní lykantropové a někteří slouží jako ochranka Jeana-Clauda z Cirkusu proklatých.
- Fred Perry, Wes Hartman – Gold Digger (1991): Komiks, americká manga. Krysodlaci zde byli stvořeni jako jeden z mnoha druhů teriantropů kouzelníkem Iceronem, jenž sám byl krysodlakem. Celkem pět důležitých postav série byli krysodlaci: Sherisha, Gothwrain, Lydia McKraken, Romeo Ellis a Moisha Rich.
- Philip Pullman – Byl jsem krysa (1999): Román, moderní adaptace Popelky, v roce 2001 zfilmovaná. Mezi postavami jsou krysy, schopné přeměny v člověka.
- Nacuki Takajaová – Fruits Basket (1999): Manga. Postava jménem Juki Sóma se proměňuje v krysu, jakmile ho obejme žena, nebo když se cítí slabý.
- Joanne Rowlingová – Harry Potter a vězeň z Azkabanu (1999): Román, později zfilmován. Krysa Rona Weasleyho jménem Prašivka (angl. Scabbers) je ve skutečnosti zvěromág Peter Pettigrew, jenž se naučil tuto přeměnu ve škole v Bradavicích po seznámení s vlkodlakem Remusem Lupinem. V krysí podobě strávil dvanáct let, během nichž fingoval vlastní smrt. Ačkoliv se zde pojem krysodlak nevyskytuje, splňuje Pettigrew jeho definici.
- Krysa (2000): Film. Hubert Flynn se při návratu domů proměnil v krysu a příběh se točí kolem toho, jak na jeho přeměnu reagují členové jeho rodiny.
- Andrew Gordon, Ilona Gordonová – Magie zabíjí (2011): Román. Vyskytují se zde kromě jiných hybridů i krysodlaci.
- Frankenweenie (2012): Film, horor. Krysodlaci zde patří mezi druhy zvířat, která se navrací po své smrti k životu v podobě příšer.

### Počítačové hry a videohry
- Dungeons & Dragons (1974): Krysodlaci jsou jedním z mnoha druhů bytostí, kteří jsou zařazeni do kategorie lykantropů, přestože se takový pojem hodí spíše jen pro vlkodlaky nebo psodlaky. V doprovodné knize Oriental Adventures se vyskytují pod japonským názvem Nezumi, neboli „ratlings,“ což lze přeložit do češtiny jako „krysátka“ nebo „krysáci.“[4] Tímto výrazem krysodlaky hanlivě nazývají lidé. Krysodlaci se dále vyskytují v dalších hrách odvozených od Dungeons & Dragons. Například v Legend of the Five Rings, NetHack a Neverwinter Nights.
- Palladium Fantasy Role-Playing Game (1983): Krysodlaci jsou jedním z mnoha druhů teriantropů, kteří žijí v Nejtemnějším srdci, v lese zakletém magií, který se nachází na jihu Země proklatých. Mimo tuto oblast se téměř nevyskytují.
- Warhammer Fantasy (1986): Krysodlaci jsou v této sérii reprezentováni národem zvaným Skaven. Dělí se na mnoho klanů, jež mezi sebou válčí o moc. Skaveni jsou zrádní, podlí a nedůvěřiví jeden k druhému. Tyto vlastnosti jsou dle indicií ve hře důvodem, proč dosud neovládli svět.
- World of Darkness (1995): Krysodlaci se zde vyskytují pod pojmenováním „Ratkin,“ což lze volně přeložit jako krysák.
- Might and Magic VIII: Day of the Destroyer (2000): Krysodlaci jsou jedni z netvorů se základnou v Pašerácké zátoce na Havraním pobřeží.[5]
- Arcanum: Of Steamworks and Magick Obscura (2001): Krysodlaci jsou nepřátelé, na které hráč narazí v divočině, ve stokách a na podobných místech.
- Magic: The Gathering, úroveň Kamigawa (2004): Karetní hra. Krysodlaci jsou zde vyobrazeni pod názvem Nezumi.
- Zaklínač (2007): Krysodlaci jsou jedním z mnoha druhů teriantropů. Jsou neteční vůči oceli, ale působí proti nim výborně stříbro. Útočí ve dvou až čtyřčlenné smečce a štítí se koček, kočkodlaků i vlkodlaků. Krysodlakem se může člověk stát buď prokletím, nebo narozením, když aspoň jeden z rodičů je krysodlak. Vzácně také infekcí po kousnutí krysodlakem. Ti, co se jako krysodlaci narodili, mistrně ovládají schopnost proměny, zatímco prokletí a infikovaní lidé mají jen omezené možnosti schopnost ovládnout, avšak kletbu nebo infekci lze vyléčit.[6][7]